# Squiddly Diddly
Squiddly Diddly è una serie televisiva animata statunitense del 1965, creata e prodotta da Hanna-Barbera.
Segmento di Secret Squirrel Show, la serie era affiancata da Super Segretissimo e L'amabile strega, ed è incentrata sulle avventure di Tentacolino, un calamaro antropomorfo in cerca di successo nel mondo della musica che è ostacolato dal proprietario dell'acquario in cui risiede, Capo Winchley.
La serie è stata trasmessa su NBC dal 2 ottobre 1965 al 15 ottobre 1966, per un totale di 26 episodi ripartiti su due stagioni. In Italia la serie è stata trasmessa su Ciao Ciao dal 20 novembre 1980.

## Trama
Tentacolino è un polpo con un cappello da marinaio che è tenuto prigioniero nel parco acquatico di Bubbleland e risiede in una piscina. È un aspirante musicista che cerca in continuazione di scappare e raggiungere celebrità musicali, tuttavia viene costantemente sventato dall'amministratore di Bubbleland, il capo Winchley.

## Episodi
- Way Out Squiddly
- Show Biz Squid
- The Canvas Back Squid
- Nervous Service
- Westward Ha!
- Sea Grunt
- Chief Cook and Bottle Washer
- Squid on the Skids
- Double Trouble
- Squid Kid
- Booty and the Beast
- Clowning Around
- Surprize Prize
- Baby Squidder
- Naughty Astronaut
- The Ghost is Clear
- Lucky Ducky
- Foxy Seal
- Squiddly Double Diddly
- Hollywood Folly
- One Black Knight
- Yo Ho Ho
- Phoney Fish
- Gnatman
- Robot Squid
- Jewel Finger

## Personaggi e doppiatori
- Tentacolino (in originale: Squiddly Diddly), voce originale di Paul Frees.
- Capo Winchley, voce originale di John Stephenson.

## Altri media

### LP
Nel 1966, l'Hanna-Barbera Records ha pubblicato un LP basato sulla serie intitolato Squiddly Diddly's Surfin' Safari.

### Fumetti
Tentacolino ha fatto un cameo nell'unico numero in fumetto di Secret Squirrel come personaggio di supporto. Il fumetto è stato pubblicato da Gold Key Comics nel 1966 e di nuovo nel 1996, per concessione di Hanna-Barbera Presents #6, pubblicato da Archie Comics.